# Pousade e Albardo
Pousade e Albardo (oficialmente: União de Freguesias de Pousade e Albardo) é uma freguesia portuguesa do município de Guarda, com 16,89 km² de área e 214 habitantes (censo de 2021). A sua densidade populacional é 12,7 hab./km².
O lugar de Pousade tem ainda como anexo o lugar de Quintãs.

## História
Foi criada aquando da reorganização administrativa de 2012/2013, resultando da agregação das antigas freguesias de Pousade e Albardo e tem a sede em Albardo.

## Demografia
A população registada nos censos foi:
| Distribuição da População por Grupos Etários | Distribuição da População por Grupos Etários | Distribuição da População por Grupos Etários | Distribuição da População por Grupos Etários | Distribuição da População por Grupos Etários | Distribuição da População por Grupos Etários |
| -------------------------------------------- | -------------------------------------------- | -------------------------------------------- | -------------------------------------------- | -------------------------------------------- | -------------------------------------------- |
| Antes da agregação                           |                                              |                                              |                                              |                                              |                                              |
| Ano                                          | 0-14 anos                                    | 15-24 anos                                   | 25-64 anos                                   | >= 65 anos                                   | Total                                        |
| 2001                                         | 32                                           | 38                                           | 142                                          | 148                                          | 360                                          |
| 2011                                         | 15                                           | 23                                           | 111                                          | 112                                          | 261                                          |
| Após a agregação                             |                                              |                                              |                                              |                                              |                                              |
| Ano                                          | 0-14 anos                                    | 15-24 anos                                   | 25-64 anos                                   | >= 65 anos                                   | Total                                        |
| 2021                                         | 7                                            | 13                                           | 93                                           | 101                                          | 214                                          |